# Zyginidia sawaii
Zyginidia sawaii är en insektsart som beskrevs av M. Firoz Ahmed och Samad 1980. Zyginidia sawaii ingår i släktet Zyginidia och familjen dvärgstritar.
Artens utbredningsområde är Pakistan. Inga underarter finns listade i Catalogue of Life.